# Josi Belin
Josef „Josi” Belin (hebr. יוסי ביילין; ur. 12 czerwca 1948) – polityk izraelski, członek Knesetu w latach 1988-2009, były minister spraw zagranicznych i minister sprawiedliwości w rządzie Partii Pracy. Obecnie przewodniczący ugrupowania Merec-Jachad. Najbardziej znany z powodu dużego udziału w konferencji pokojowej w Oslo, współtwórca porozumień z Genewy, a także zaangażowany w proces pokojowy w ogóle.

## Kariera polityczna
Większość jego kariery politycznej, od 1977 do 2003 związana jest z Partią Pracy. Był jej rzecznikiem w latach 1977–1984. Był sekretarzem gabinetu do 1986 roku oraz dyrektorem generalnym w ministerstwie spraw zagranicznych w latach 1986–1988.
W 1988 roku został wybrany do Knesetu, w którym zasiadał do 17 listopada 1999, kiedy zrezygnował, a mandat po nim objął Eli Ben-Menachem. W tym czasie był wiceministrem finansów (1988-1990) i wiceministrem spraw zagranicznych (1992-1995); przełożonym Belina był wtedy Szimon Peres. Potem pełnił mniej eksponowane stanowisko w ministerstwie gospodarki i planowania (1995), był także ministrem w biurze premiera 1996. W 1995 przez krótki czas był ministrem sprawiedliwości.
W 2003 roku zaoferowano mu bardzo niską pozycję na liście wyborczej Partii Pracy, co uniemożliwiało w praktyce dostanie się do Knesetu. Razem z Ja’el Dajan opuścił szeregi tego ugrupowania i wstąpił do partii Merec, gdzie został przyjęty entuzjastycznie, ale nie objął tam żadnego eksponowanego stanowiska. Po wyborach założył ruch Schachar, który zjednoczył się z Merec, tworząc Merec-Jachad.
W wyborach w 2006 został wybrany posłem. 4 listopada 2008 zrezygnował z mandatu poselskiego, który objęła po nim Cewijja Greenfield.
Jego udział w procesie pokojowym jest najchlubniejszym wydarzeniem w jego karierze. Wspierany przez Szimona Peresa, zainicjował tajne negocjacje w 1992 roku, które doprowadziły do podpisania porozumień z Oslo w 1993 roku. Z powodu bliskiej znajomości z Peresem, został nazwany jego „pudlem”. Określenie to ukuł ówczesny rywal Peresa w łonie partii, Icchak Rabin.
Razem z Mahmudem Abbasem podpisał w 1995 roku porozumienie nazywane „Belin-Abu Mazen”, proponujące ostateczne zakończenie konfliktu. W latach 1992–1995 przewodził izraelskiej delegacji uczestniczącej w multilateralnych negocjacjach w czasie procesu pokojowego. W 2001 roku uczestniczył w izraelsko-palestyńskich rozmowach w Tabie, a także podpisał porozumienia z Genewy, razem z Jasirem Abd Rabbuhem.
Jest zwolennikiem „kapitalizmu z ludzką twarzą”, co nie przeszkodziło mu wstąpić do w większości socjalistycznego Merecu. Rzadko publicznie wypowiada się na tematy socjalne, zamiast tego promuje negocjacje z Palestyńczykami. Z tego powodu tym dziwniejsze wydaje się jego zwycięstwo w wyborach na przewodniczącego partii nad Ranem Cohenem, w których zazwyczaj liczyły się poglądy kandydatów na kwestie socjoekonomiczne.
Belin jest także jednym z założycieli Fundacji Współpracy Ekonomicznej (pozarządowej organizacji wspierającej współpracę ekonomiczną z Palestyńczykami).